# ROTSE
ROTSE (англ. Robotic Optical Transient Search Experiment, Роботизований експеримент з пошуку оптичних транзієнтів) — експеримент із кількома телескопами, розроблений для спостереження оптичного післясвітіння гамма-спалахів. Експеримент складається з чотирьох телескопів з такими місцями розташування:
- Австралія;
- Туреччина, Турецька національна обсерваторія;
- США, Обсерваторія Макдональда біля Форт-Девіса, Техас;
- Намібія, майданчик H. E. S. S. в горах Гамсберг на південний захід від Віндгука.

Проект ROTSE є результатом співпраці астрофізиків з Університету Мічигану, Лос-Аламоської національної лабораторії, Ліверморської національної лабораторії імені Лоуренса (США), Університету Нового Південного Уельсу (Австралія) та Інституту ядерної фізики Макса Планка (Німеччина).
Оригінальний ROTSE-I мав 4 телеоб'єктиви з діафрагмами 11 см, що охоплювали поле зору 16x16 градусів. Це дозволило виявити перше післясвічення гамма-спалаху, але лише в єдиному випадку. Тому був розроблений ROTSE-II, який також мав велике поле зору, але його так і не побудували, оскільки нові супутники, такі як HETE-2 і SWIFT, мали менші похибки вимірювань координат, що вже робило непотрібним таке велике поле зору. Це призвело до розробки ROTSE-III, який відрізнявся від звичайних телескопів тільки здатністю швидко повертатись.